# Robert Woźniak
Robert Józef Woźniak (ur. 28 sierpnia 1974) – polski ksiądz katolicki, profesor nauk teologicznych, specjalista teologii dogmatycznej, zatrudniony na Wydziale Teologicznym, w Instytucie Teologii Dogmatycznej, Patrystycznej i Historii Kościoła Uniwersytetu Papieskiego Jana Pawła II w Krakowie.

## Życiorys
Święcenia kapłańskie przyjął 2 czerwca 1999. Po święceniach pracował jako wikariusz w parafii Narodzenia NMP w Myślenicach. Studia specjalistyczne odbył na Papieskiej Akademii Teologicznej w Krakowie (magisterium z teologii) oraz Uniwersytecie Nawarry w Pampelunie (doktorat z teologii dogmatycznej). Badania prowadził również na Uniwersytecie Gregoriańskim w Rzymie (seminarium u o. Ladarii) oraz na jezuickim Uniwersytecie Fordham w Nowym Jorku. W 2007 wykładał na Facultad Pontificia y Civil w Limie, Peru.
Zajmuje się teologią trynitarną (historią i doktryną, ze szczególnym uwzględnieniem IV i XIII w.), zagadnieniami możliwości i natury metafizyki trynitarnej, teologiczną teorią poznania (m.in. relacjami teologii z filozofią współczesną (teologiczne rozumienie postmodernizmu i wykorzystanie fenomenologii jako metody teologicznej). W 2008 przyznano mu Nagrodę im. księdza Józefa Tischnera za książkę Przyszłość, teologia, społeczeństwo (Wydawnictwo WAM, Kraków 2007). W 2024 otrzymał tytuł profesora nauk teologicznych.
Wraz z H. Pietrasem i A. Baronem, jest współredaktorem wydawanej przez wydawnictwo WAM w Krakowie serii „Myśl teologiczna” (od tomu 70 wydanego w 2012).
Wraz z A. Zającem OFMConv redaktor serii „Sapientia” (Bratni Zew). 
Od 2016 do 2021 pełnił funkcję redaktora naczelnego rocznika Theological Research wydawanego przez Wydawnictwo Naukowe Uniwersytetu Papieskiego Jana Pawła II w Krakowie. 
Od maja 2016 jest członkiem korespondentem (socio corrispondente) Papieskiej Akademii Teologicznej (Pontificia Accademia di Teologia) działającej przy Papieskiej Radzie ds Kultury.
Od 2017 do 2023 wiceprzewodniczący Polskiego Stowarzyszenia Teologów Dogmatyków. 
Od 2020 pełnomocnik Rektora Uniwersytetu Jana Pawła II w Krakowie do spraw międzynarodowych.  

## Wybrane publikacje

### Książki
Źródło:
- (z P. Hidalgo Díaz), Los desafios de la vida eclesial en el umbral de nuevo siglo, Roel, Lima 2006.
- Primitas et Plenitudo. Dios Padre en la teología trinitaria de San Buenaventura, (Teólogica, 116), EUNSA, Pamplona 2007.
- Przyszłość, teologia, społeczeństwo, (Myśl Teologiczna), Kraków 2007, ISBN 978-83-7318-975-1.
- (red.), Metafizyka i teologia. Debata u podstaw, (Myśl teologiczna), Kraków 2008, ISBN 978-83-7505-156-8.
- (z. G. Maspero, red.), Rethinking Trinitarian Theology. Disputed Questions And Contemporary Issues in Trinitarian Theology, Continuum, London-New York 2012.
- Różnica i tajemnica. Objawienie jako teologiczne źródło ludzkiej sobości, W Drodze, Poznań 2012.
- Sekret Credo, Znak, Kraków 2014, ISBN 978-83-240-2996-9.
- Szkoła patrzenia. Rozmowy w Trójcy Świętej, WAM, Kraków 2017, ISBN 978-83-277-1184-7.
- (z K. Porosło, red.), Znaki Tajemnicy. Sakramenty w teorii i praktyce Kościoła, WAM, Kraków 2018, ISBN 978-83-277-1597-5.
- (z A. Muszalą), Ojcowie naszej wiary, Wydawnictwo Pustelnia, WAM, Kraków 2019.
- Dogmat i metoda. Wprowadzenie do badań interdyscyplinarnych w teologii dogmatycznej, WAM, Kraków 2021.
- Praca nad dogmatem. Wybrane aspekty odnowy teologii dogmatycznej, (Myśl teologiczna 105), WAM, Kraków 2022.
- (z P. Roszakiem, red.), Żywe dziedzictwo Soboru. Komentarz do tekstów Vaticanum II, Znak, Kraków 2023, ISBN 978-83-240-6573-8.
- Dogma and Method. Toward Interdisciplinarity in Dogmatic Theology, (Dogmatik in der Moderne, 51), Mohr Siebeck, Tübingen 2024.

### Artykuły
- Wcielenie Boga i historia człowieka, [w:] „ZNAK”, nr 647, 2009.

### Płyty CD z katechezami
- Katechezy o Trójcy Świętej, WAM, Kraków 2015.
- Boski alfabet naszego życia, WAM, Kraków 2016.
- Widząc miłość, widzisz Trójcę. Medytacje nad Hymnem o miłości św. Pawła, WAM, Kraków 2017.
- Trójca Zbawiająca, WAM, Kraków, 2018[7]
- Jak przygotować się na spotkanie z Trójcą Świętą, WAM, Kraków, 2019.
- Na obraz i podobieństwo Trójcy, WAM, Kraków 2020.
- Kościół Trójcy Świętej, WAM, Kraków 2021.
- O naśladowaniu Trójcy Świętej, WAM, Kraków 2022.